# Шведюк, Александр Степанович
Александр Степанович Шведюк (венг. Alexander Svedyuk), по украинским и венгерским документам Алексей-Павел Степанович Шведюк (укр. Олексій-Павло Степанович Шведюк, венг. Alex Pal Svedyuk, родился 11 июля 1995 года в Чинадиево) — украинский футболист, выступающий на позициях защитника и полузащитника; игрок венгерского клуба «Печ».

## Биография

### Клубная карьера
Уроженец посёлка Чинадиево (Мукачевский район, Закарпатская область). Воспитанник ДЮФК «Мукачево», за клуб играл до 2012 года. В 2012—2014 годах играл за молодёжный и дублирующий состав «Говерлы», в 2015 году числился в любительском клубе «Мукачево». В сезоне 2015/2016 играл в венгерском клубе «Бекешчаба 1912», однако в первой половине сезона не попадал даже в заявку. 23 апреля 2016 года вышел на 72-й минуте матча против будапештского клуба «Гонвед», сменив испанца Эзекиля (поражение 1:2); всего сыграл за клуб два матча в чемпионате Венгрии и один матч в Кубке Венгрии.
В 2016—2017 годах выступал в чемпионате Закарпатской области за клубы «Мункач» и «Среднее». С августа 2017 года играл в 3-й словацкой лиге (зона «Восток») за команду «Рожнява», в 2018 году вернулся в Венгрию, где играл за «Циганд» и «Ясберень». 1 июля 2019 года как свободный агент перешёл в клуб «Ньиредьхаза», за который дебютировал 4 августа 2019 года во Второй лиге Венгрии против «Будайорша» (вышел в стартовом составе, заменён Аланом Ковачем на 53-й минуте, команда победила 2:0).

### Карьера в сборной
В 2018 году в составе сборной Закарпатья Шведюк выступал на чемпионате мира ConIFA (чемпионат мира среди непризнанных государств и малых народов) в Лондоне. Его команда в финале играла против команды Северного Кипра. Основное время матча завершилось со счётом 0:0, а в серии пенальти закарпатцы победили 3:2. Шведюк на турнире забил гол в ворота Тибета на групповом этапе, а также забил решающий послематчевый пенальти в финале против Северного Кипра. Сообщения об участии этой сборной привели к крупному скандалу в МИД Украины: несмотря на то, что команда номинально была заявлена как «сборная венгров Закарпатья», её руководство и состав публично обвинили в пропаганде сепаратизма и подрыве территориальной целостности Украины.
Глава МИД Павел Климкин пригрозился обеспечить «дружественный» приём всем футболистам с украинским гражданством, которые ездили на турнир. В частности, он потребовал от сотрудников СБУ провести допрос игроков на предмет того, кто финансирует команду и кто оказывает ей поддержку. В отношении Шведюка было вынесено решение КДК УАФ о его пожизненной дисквалификации, а сам он попал в базу данных сайта «Миротворец» как участник антиукраинских выступлений.